# The Bank Job
The Bank Job is een misdaadfilm uit 2008 die is gebaseerd op het waargebeurde verhaal van een bankoverval in Baker Street in Londen in de nacht van 11 september 1971. De première vond op 18 februari 2008 plaats in Londen.

## Verhaal
Terry bezit een autogarage en zit diep in de schulden. Via Martine komt Terry aan het idee om met kennissen een bank te overvallen door een lange tunnel te graven en de kluisjes van de bank open te breken op de dagen dat het beveiligingssysteem wordt vervangen. Na de overval blijkt dat er voor de Britse koninklijke familie belastende foto's zijn ontvreemd uit een van de kluisjes. MI5 eist de foto's op en dreigt met zware sancties.

## Werkelijkheid
De film is gebaseerd op historische feiten. Een groep criminelen groef een 12 meter lange tunnel vanuit een winkel genaamd Le Sac, twee huizen naast de Lloyds Bank aan Baker Street in Londen. Op die manier wisten ze in de nacht van 11 september 1971 een deel van de kluisjes in de bank leeg te halen en zo een aanzienlijke buit binnen te halen. Robert Rowlands, een radioamateur, ving in die nacht gesprekken op tussen de overvallers en hun uitkijk. Hij nam contact op met de politie, die op haar beurt de opgenomen conversaties vrijgaf. De film zelf bevat uitspraken van de originele opnames van Rowlands. Na vier dagen verboden de Britse autoriteiten het de media om aandacht aan de zaak te besteden omdat daarmee de nationale veiligheid in het geding zou komen. Volgens de bron van de filmmakers van The Bank Job zou dat verbod zijn ingesteld omdat Prinses Margaret was afgebeeld op enkele foto's die waren gestolen uit de kluisjes ten tijde van de bankoverval. Michael X zou de eigenaar van die foto's zijn, maar zijn dossier zal tot 2054 niet in het openbaar verschijnen, waardoor het tot die tijd vermoedelijk onduidelijk zal blijven wat er exact aan de hand was.

## Rolverdeling
- Jason Statham als Terry Leather
- Saffron Burrows als Martine Love
- Richard Lintern als Tim Everett
- Stephen Campbell Moore als Kevin Swain
- James Faulkner als Guy Singer
- Craig Fairbrass als Nick Barton
- Daniel Mays als Dave Shilling
- Alki David als Bambas
- Michael Jibson als Eddie Burton
- David Suchet als Lew Vogel, clubeigenaar
- Peter Bowles als Miles Urquhart
- Peter de Jersey als Michael X
- Keeley Hawes als Wendy Leatherg
- Colin Salmon als Hakim Jamal